# Drena
Drena (Dréna in dialetto locale) è un comune italiano di 607 abitanti della provincia autonoma di Trento in Trentino-Alto Adige.
Fa parte della comunità Alto Garda e Ledro.

## Storia

### Simboli
Stemma
Lo stemma è stato adottato con deliberazione della Giunta provinciale del 10 settembre 1981, n. 12460/2B.
Gonfalone
Il gonfalone è stato approvato con D.G.P. del 12 febbraio 1982, n. 2687/6-B.

## Monumenti e luoghi d'interesse
- Castello di Drena
- Chiesa di San Martino, parrocchiale
- Chiesa San Carlo Borromeo (Luch)
- Chiesa San Vigilio
- Chiesetta degli Alpini a Malga Campo
- Santuario Madonna di Fatima
- Capitello Santa Maria Assunta
- Capitello Cristo Crocifisso
- Capitello San Giobbe

### Aree naturali
- Forra Rio Sallagoni
- Malga Campo
- Open Air Gallery
- Castagneto

## Società

### Evoluzione demografica
Abitanti censiti